# Lesti Kejora
 (juillet 2023).
Lestiani ou Lesti Kejora, née le 5 août 1999 à Bandung, est une artiste, chanteuse dangdut indonésienne.

## Biographie
Bien qu'elle chante dans divers genres, elle chante principalement de la musique Dangdut, un genre de folk indonésien qui est en partie dérivé et fusionné de la musique hindoustani, arabe et malaise et de la musique folklorique locale. Lesti Kejora  a joué un rôle déterminant dans la vulgarisation du Dangdut dans le monde de la musique en Indonésie, Malaisie, Singapour et Brunei Darussalam. Elle est signée chez Trinity Optima Production. Elle a également joué dans plusieurs productions cinématographiques. Après plusieurs apparitions sans aucune tenue islamique, elle a décidé de porter un hijab dans la dernière partie de sa carrière. Ses collaborations avec d'autres artistes lui ont valu des distinctions et des récompenses, notamment son travail avec Fildan Rahayu, Rizky Billar et Danang en duo. Sa collaboration avec des auteurs-compositeurs notables tels que Nur Bayan et Pak Ngah lui a valu d'énormes succès.
Lesti Kejora est fiancée à l'acteur Rizky Billar le 13 juin 2021 à Gedong Putih, Lembang, Bandung. Le programme d'application qui porte la tradition sundanaise est diffusé en direct sur Indosiar.
Lesti Kejora a épousé l'acteur Rizky Billar après avoir tenu le contrat de mariage et consenti le 19 août 2021 à 10h30 WIB à l'hôtel Intercontinental Pondok Indah, au sud de Jakarta. Le 26 décembre 2021, ils sont devenus parents d'un petit garçon qu'ils ont nommé Muhammad Leslar Al-Fatih Billar.

## Discographie

### Singles
- 2014 : Kejora
- 2015 : Zapin Melayu
- 2017 : Egois
- 2017 : Buka Mata Hati
- 2018 : Mati Gaya
- 2018 : Purnama
- 2018 : Lebih Dari Selamanya (ft. Fildan Rahayu)
- 2019 : Ada Cerita
- 2020 : Tirani
- 2020 : Ku Lepas Dengan Ikhlas
- 2021 : Bismillah Cinta (ft Ungu)
- 2021 : Bawa Aku ke Penghulu
- 2022 : Lentera